# Gloriana (cantante)
Gloriana, pseudonimo di Giovanna Russo (Napoli, 6 luglio 1946), è una cantante, attrice e conduttrice televisiva italiana.

## Biografia
Debutta giovanissima con il teatro di rivista con il nome di Gianna Reis.
Nel 1968 ha partecipato al 16º Festival di Napoli con la canzone Ammore mio, presentata in coppia con Nunzio Gallo.
Nel 1971 avrebbe dovuto partecipare nuovamente al Festival di Napoli con la canzone Uffà, nun me scuccià, presentata in coppia con I Brutos, ma la manifestazione canora fu sospesa.
Dopo queste partecipazioni lascia l'etichetta discografica Zeus e passa alla Phonotype, trovando gran successo con il 33 giri A sciantosa, firmata da Alberto Sciotti e Enrico Buonafede.
Nel 1973 ha partecipato a Piedigrotta: Le nuove Canzoni di Napoli con la canzone 'A befana 'e Peppeniello, firmata dal commediografo Gaetano Di Maio con Acampora e Manetta.
Forma una propria compagnia di sceneggiata con Tony Bruni e successivamente con Antonio Buonomo, dopodiché si unisce a quella di Mario Merola, con il quale prende parte ai film I figli... so' pezzi 'e core (1982) e Giuramento (1982).
Sul filone della canzone sexy registra, per l'etichetta Bella Record, il 33 giri Amore e dramma, con l'impresario Pino Moris, con cui era sposata.
Ha partecipato al Festival di Sanremo 1976 con La canzone dei poveri, firmata da Raffaele Mallozzi, Franco Colosimo, Nunzio Gallo e Augusto Visco, e al Festival di Sanremo 1983 con Il mio treno, brano firmato dal gruppo Romans. Nella sua discografia ci sono molte incisioni firmate da Nino D'Angelo.
Ogni anno, dal 1983 al 2016, è stata protagonista dello spettacolo televisivo Napoli prima e dopo, prodotto dal marito Pino Moris, dove ha cantato anche la sigla iniziale, diversa per ogni edizione. Prende parte alle commedie musicali di Alberto Sciotti Voce amica e 'O motorino di Sciotti-Russo-Imperatrice con la compagnia di Mario e Sal Da Vinci, poi con Mario Merola rappresenta la commedia musicale Siamo appena arrivati da Napoli e A Marechiaro ce sta 'na fenesta, entrambe scritte dai noti cabarettisti I Fatebenefratelli.

## Discografia

### Album in studio
- 1973 – Cronaca nera (Smash, SM-903)
- 1976 – 'A sciantosa - Napoli prima vol. 1 (Bella Record, BRLP 10025)
- 1976 – Napoli prima vol. 2 (Bella Record, BRLP 10034)
- 1977 – Amore e dramma (Bella Record), ZSLP 55865
- 1979 – Diario (Zeus), BE 039
- 1980 – Sempre l'amore (Zeus), BE 099
- 1982 – Ragazzo mio (Zeus), BE 108
- 1983 – Gloriana canta Nino D'Angelo (Vis Radio), IM 783
- 1984 – Momenti (Visco Disc, VS 70072)
- 1985 - Io... sensazioni (Visco Disc, VS 70087)
- 1986 – Adesso le canto io (Visco Disc, VS 70716)
- 1987 – Dedicate a chi ama (Visco Disc, VD 35517)
- 1988 – Quanno sponta la luna a Marechiaro (Visco Disc, VS 70158)
- 1992 – Mia bella Napoli (Visco Disc, VS 70191)

### Raccolte
- 1994 – Il meglio di Gloriana - 'A sciantosa (Phonotype Record, PH 0043)
- 1995 – Dedicato a Rosalia Maggio (La Canzonetta Record, FDM 91295)

### Singoli
- 1968 – Il ballo del pon pon/Ahi ahi ahi (Zeus, BE 311)
- 1968 – Guarda il sole/Che sarà di me (Zeus, BE 312)
- 1968 – Ammore mio/Ci sono io che ti amo (Zeus, BE 328) Festival della Canzone Napoletana
- 1971 – Uffà nun me scuccià/'A fine (Zeus, BE 329) Festival della Canzone Napoletana
- 1972 – A Napoli che c'è/No nun parlà (Zeus, BE 360)
- 1973 – Lacreme 'e Natale/'A castagnara (Smash, SM 6005)
- 1975 – 'A castagnara/'Na preghiera napulitana (Bella Record, BR 176)
- 1976 – La canzone dei poveri/Una rosa per Ludwig (Bella Record, BR 178) Festival di Sanremo
- 1977 – Gianna e Annamaria/Sexy familiare (Bella Record, BR 187)
- 1978 – Amore mio/Ricordo (Bella Record, BR 188)
- 1981 – Napolisì/Posso offrirti un caffè (Zeus, BE 5059)
- 1983 – Il mio treno/Lontano (Shoking, SH NP 901) Festival di Sanremo
- 1983 – Io canto e tu/Tutt'e notte (Shoking, SH NP 906)
- 1983 – Senza 'e te/Aria di festa (Shoking, SH NP 907)
- 1984 – Pelle/Canzone (Interfonia, ITF 4544)

## Filmografia
- I figli... so' pezzi 'e core, regia di Alfonso Brescia (1982)
- Giuramento, regia di Alfonso Brescia (1982)